# 펫토그래퍼
펫토그래퍼(Pettographer)는 ‘펫(Pet)’과 ‘포토그래퍼(Photographer)’의 합성어로 사람과 함께 살아가는 애완동물의 일상을 기록으로 남기는 촬영하는 사람을 가리키는 말이다.
대한민국 내 애완동물 인구가 1,000만명을 넘어가는 급증 추세라 추후 널리 퍼질 가능성이 있으며, 현재는 아직 등장한지 얼마 안된 신조어라 애완동물에 관련된 일부 언론 기사에서만 사용되고 있다.

## 참고 문헌
1. ↑  애완동물 인구 1천만 명 시대 - 월간 마이더스, 2012년 4월호